# Kimberly Hyacinthe
Kimberly Hyacinthe (ur. 28 marca 1989 w Terrebonne) – kanadyjska lekkoatletka specjalizująca się w biegach sprinterskich.
Jako juniorka bez powodzenia startowała na mistrzostwach świata juniorów (2006 i 2008) i juniorów młodszych (2005). W 2009 zdobyła złoty medal w sztafecie 4 × 400 metrów podczas uniwersjady w Belgradzie oraz sięgnęła po dwa złota i srebro na igrzyskach frankofońskich. Srebrna medalistka młodzieżowych mistrzostw NACAC w Miramar (2010). W 2013 sięgnęła po złoto w biegu na 200 metrów podczas uniwersjady w Kazaniu. W tym samym roku startowała na mistrzostwach świata w Moskwie, na których odpadła w półfinale biegu na 200 metrów oraz zajęła 6. miejsce w biegu rozstawnym 4 × 100 metrów. W 2015 weszła w skład kanadyjskiej sztafety 4 × 100 metrów, która zdobyła brąz podczas igrzysk panamerykańskich w Toronto. Złota medalistka mistrzostw Kanady.

## Osiągnięcia
| Rok  | Impreza                               | Miejsce   | Konkurencja             | Lokata     | Wynik   |
| ---- | ------------------------------------- | --------- | ----------------------- | ---------- | ------- |
| 2005 | Mistrzostwa świata juniorów młodszych | Marrakesz | bieg na 100 metrów      | półfinał   | 12,02   |
| 2005 | Mistrzostwa świata juniorów młodszych | Marrakesz | bieg na 200 metrów      | półfinał   | 24,04   |
| 2006 | Mistrzostwa świata juniorów           | Pekin     | bieg na 100 metrów      | eliminacje | 11,87   |
| 2006 | Mistrzostwa świata juniorów           | Pekin     | bieg na 200 metrów      | półfinał   | 24,53   |
| 2006 | Mistrzostwa świata juniorów           | Pekin     | sztafeta 4 × 100 metrów | eliminacje | 45,26   |
| 2007 | Mistrzostwa panamerykańskie juniorów  | São Paulo | bieg na 200 metrów      | eliminacje | 24,52   |
| 2007 | Mistrzostwa panamerykańskie juniorów  | São Paulo | sztafeta 4 × 400 metrów | 4. miejsce | 3:38,85 |
| 2008 | Mistrzostwa świata juniorów           | Bydgoszcz | bieg na 200 metrów      | półfinał   | 23,81   |
| 2008 | Mistrzostwa świata juniorów           | Bydgoszcz | sztafeta 4 × 100 metrów | eliminacje | 45,66   |
| 2009 | Uniwersjada                           | Belgrad   | bieg na 200 metrów      | 6. miejsce | 23,66   |
| 2009 | Uniwersjada                           | Belgrad   | sztafeta 4 × 400 metrów | 1. miejsce | 3:33,09 |
| 2009 | Igrzyska frankofońskie                | Bejrut    | bieg na 200 metrów      | 2. miejsce | 23,15   |
| 2009 | Igrzyska frankofońskie                | Bejrut    | sztafeta 4 × 100 metrów | 1. miejsce | 44,78   |
| 2009 | Igrzyska frankofońskie                | Bejrut    | sztafeta 4 × 400 metrów | 1. miejsce | 3:35,95 |
| 2010 | Młodzieżowe mistrzostwa NACAC         | Miramar   | bieg na 200 metrów      | 2. miejsce | 23,14   |
| 2011 | Uniwersjada                           | Shenzhen  | bieg na 200 metrów      | półfinał   | 23,90   |
| 2011 | Mistrzostwa świata                    | Daegu     | bieg na 200 metrów      | eliminacje | 23,83   |
| 2013 | Uniwersjada                           | Kazań     | bieg na 200 metrów      | 1. miejsce | 22,78   |
| 2013 | Mistrzostwa świata                    | Moskwa    | bieg na 200 metrów      | półfinał   | 23,12   |
| 2013 | Mistrzostwa świata                    | Moskwa    | sztafeta 4 × 100 metrów | 6. miejsce | 43,28   |
| 2014 | Igrzyska Wspólnoty Narodów            | Glasgow   | bieg na 200 metrów      | 7. miejsce | 23,11   |
| 2014 | Igrzyska Wspólnoty Narodów            | Glasgow   | sztafeta 4 × 100 metrów | 4. miejsce | 43,33   |
| 2015 | Igrzyska panamerykańskie              | Toronto   | bieg na 200 metrów      | 6. miejsce | 23,28   |
| 2015 | Igrzyska panamerykańskie              | Toronto   | sztafeta 4 × 100 metrów | 3. miejsce | 43,00   |
| 2015 | Mistrzostwa świata                    | Pekin     | bieg na 100 metrów      | eliminacje | 11,54   |
| 2015 | Mistrzostwa świata                    | Pekin     | bieg na 200 metrów      | półfinał   | 23,07   |
| 2015 | Mistrzostwa świata                    | Pekin     | sztafeta 4 × 100 metrów | 6. miejsce | 43,05   |

## Rekordy życiowe
- Bieg na 50 metrów (hala) – 6,44 (2014)
- Bieg na 60 metrów (hala) – 7,29 (2014)
- Bieg na 100 metrów – 11,31 (2015)
- Bieg na 200 metrów – 22,78 (2013)